# Bảo tàng ở Piotrków Trybunalski
Bảo tàng ở Piotrków Trybunalski (tiếng Ba Lan: Muzeum w Piotrkowie Trybunalskim) là một bảo tàng nằm bên trong tòa Lâu đài Hoàng gia, tọa lạc tại số 4 Quảng trường Lâu đài, Piotrków Trybunalski, Ba Lan.

## Lược sử hình thành
Bảo tàng ở Piotrków Trybunalski được thành lập vào năm 1908. Các bộ sưu tập ban đầu của Bảo tàng là bộ sưu tập các hóa thạch được Stanisław Psarski tặng vào năm 1909. Trong 10 năm đầu hoạt động, Bảo tàng không có trụ sở riêng và chỉ trưng bày các bộ sưu tập trong các căn hộ được thuê ở Phố Bykowska (nay là Wojska Polskiego). Ngày 15 tháng 10 năm 1922, Bảo tàng Du lịch Vùng đất Piotrków mở cửa trở lại và được đặt tại trụ sở vẫn còn dùng đến ngày nay.
Trong Chiến tranh thế giới thứ hai, những bộ sưu tập có giá trị được lưu giữ trong nhà của các thành viên của Hiệp hội Bạn bè Ba Lan và những cư dân Piotrków khác. Vào đầu thập niên 1960, bộ sưu tập của Bảo tàng bao gồm hơn 3.000 hiện vật được kiểm kê. Do nhu cầu cải tạo trụ sở, Bảo tàng đóng cửa từ năm 1963 đến tháng 1 năm 1970. Năm 1975, Bảo tàng Piotrków được công nhận là Bảo tàng cấp huyện.

## Triển lãm
Bộ sưu tập của Bảo tàng ở Piotrków Trybunalski hiện đang bao gồm khoảng 17.000 hiện vật thuộc các triển lãm về khảo cổ học, lịch sử, dân tộc học và nghệ thuật.